# Pietro Arcari
Pietro Arcari   (Casalpusterlengo, 2 de desembre de 1909 - Cremona, 8 de febrer de 1988) fou un futbolista italià de la dècada de 1930.
No arribà a disputar cap partit amb la selecció italiana, tot i que fou convocat per al Mundial de 1934.
Pel que fa a clubs, destacà a AC Milan i Genoa CFC.